# That Sounds Good to Me
Chansons représentant le Royaume-Uni au Concours Eurovision de la chanson
It's My Time
(2009) I Can
(2011)
That Sounds Good to Me (en français, Ça sonne bien pour moi) est la chanson représentant le Royaume-Uni au Concours Eurovision de la chanson 2010. Elle est interprétée par Josh Dubovie.

## Histoire
La chanson est écrite par Pete Waterman et Mike Stock avant qu'elle ait un interprète. Le 29 janvier 2010, on annonce que Pete Waterman écrira la chanson pour le Concours Eurovision. Le 19 février, la BBC confirme qu'elle sera avec Mike Stock, un autre membre de Stock Aitken Waterman. Steve Crosby est aussi accrédité en tant que parolier et compositeur pour la version présentée à la finale du concours.
Pour sélectionner le chanteur, le public doit voter entre trois interprétations différentes de la chanson au cours de l'émission Your Country Needs You! le 12 mars 2010. Il s'agit du même procédé que l'année précédente. Deux chanteurs, Alexis Gerred et Josh Dubovie, et une chanteuse, Esma Akkilic, interprètent chacun la chanson. Le public choisit Josh Dubovie.
La version de That Sounds Good to Me donnée au moment du concours de sélection n'est pas la version qui sera interprétée à Oslo, elle est adaptée à la voix du chanteur. Stock dit aussi tenir compte des critiques.
Le single radio est présenté le 29 avril 2010 dans l'émission de Ken Bruce sur BBC Radio 2. Il est publié le 24 mai 2010.
La version finale de la chanson est présentée le 25 avril à Amsterdam dans Life4You sur Dutch TV. Josh Dubovie l'interprète également dans l'émission d'introduction au Concours Eurovision le 2 mai.
Une campagne sur Facebook pour que That Sounds Good to Me soit numéro un des ventes au Royaume-Uni a lieu pendant la semaine précédant le concours. C'est un bide, la chanson est 179e des ventes digitales de singles le 5 juin 2010.

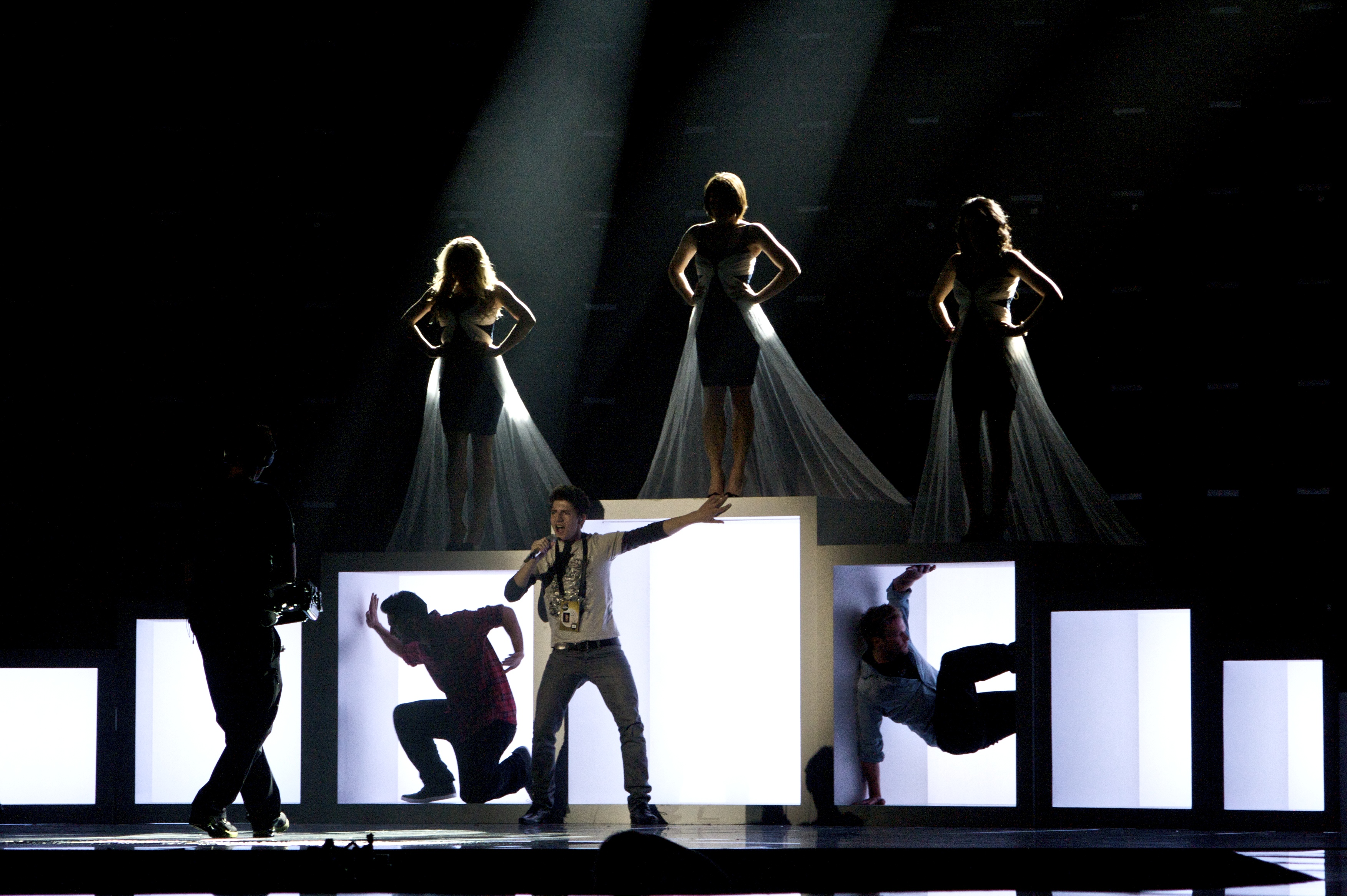
Répétition pour le concours Eurovision

Pendant le mois d'avril, Dubovie travaille avec des chorégraphes, des décorateurs, des choristes et des choristes pour créer une "Director's Tape" pour la réalisation en Norvège. Le 15 avril, Dubovie se rend à l'ambassade de Norvège à Londres, où il rencontre Didrik Solli-Tangen, le participant du concours pour la Norvège. Dubovie fait des voyages en Europe pour promouvoir le single. Le 22 avril 2010, une station de radio suédoise diffuse une version studio de la chanson.
À la finale du Concours Eurovision, That Sounds Good to Me obtient 10 points : 4 points de l'Irlande, 3 points de la Géorgie, 2 points de l'Azerbaïdjan et 1 point de l'Albanie. Elle finit dernière du concours ; c'est la troisième fois pour le Royaume-Uni, après Cry Baby par Jemini en 2003 et Even If par Andy Abraham en 2008.